# South Tidworth
South Tidworth är en by i civil parish Tidworth, i distriktet Wiltshire, i grevskapet Wiltshire, i England. Byn nämndes i Domedagsboken (Domesday Book) år 1086, och kallades då Todeorde.
South Tedworth (sic) var i Hampshire tills 1992. South Tedworth var en civil parish fram till 2004 när blev den en del av Tidworth. Civil parish hade 1 679 invånare år 2001.